# تنیس روی میز یازده (بازی ویدئویی)
تنیس روی میز یازده (به انگلیسی: Eleven Table Tennis) یک بازی تنیس روی میز واقعیت مجازی است که توسط شرکت فور فان لبز توسعه یافته و در پلتفرم‌های بازی استیم، پیکو و آکیولوس در دسترس است. تنیس روی میز یازده به عنوان یک ورزش دیجیتال در اولین هفته ورزش‌های الکترونیک المپیک که از ۲۲ تا ۲۵ ژوئن ۲۰۲۳ در سنگاپور برگزار شد، حضور داشت.

## گیم‌پلی
این بازی از چندین زبان پشتیبانی می‌کند و از یک دستهٔ واقعیت مجازی به عنوان راکت و یک هدست به عنوان محیط بازی استفاده می‌کند.

### حالت‌های بازی
چندین حالت برای انجام بازی در دسترس است که در ادامه آمده:

#### تک نفره
مسابقات بازی با یک سطح دشواری از پیش تعیین شده با هوش مصنوعی پیش می‌رود. بازی ۳ ست طول می‌کشد و بازیکنی که امتیاز دهم و یازدهم ست را به صورت متوالی کسب کند، برنده بازی می‌شود.

#### چند نفره
این حالت به بازیکن اجازه می‌دهد سطح مهارت حریف، فاصله از موقعیت خود بازیکن، شهر یا کشور و فاصله زمانی بازی مجدد (که به‌طور پیش‌فرض ۴ ساعت است) را انتخاب کند. تنظیم فاصله زمانی بازی مجدد روی صفر اجازه می‌دهد تا آن دو بازیکن بلافاصله پس از اتمام بازی دوباره به هم متصل شوند.

#### حالت تمرین
در حالت تمرین، بازیکن می‌تواند تمرین کند یا چندین بازی کوچک انجام دهد. ناشر بازی همکاری با شرکت اسپرت STIGA را اعلام کرده که حالت‌های بازی بیشتری به گیم‌پلی اضافه خواهد کرد.

#### حالت تمرین صفحه فرود
با انتخاب «سرویس خودکار برای هوش مصنوعی» و تنظیم یک مکان ثابت و اندازه ثابت از ناحیه میز، توپ تقریباً ۹۵٪ توسط هوش مصنوعی به آن ناحیه و در محدوده اندازه ثابت برگردانده می‌شود. این حالت امتیازدهی ندارد.

#### ماشین پرتاب توپ
دومین حالت تمرین مبتنی بر ماشین است. با تنظیم ارتفاع، سرعت و انحنا روی ماشین، بازیکنان می‌توانند یک حالت تمرین سفارشی را ایجاد کنند که به‌طور مداوم توپ‌ها را به روش انتخاب شده پرتاب می‌کند. این حالت امتیازدهی ندارد.

#### بازی‌های کوچک (مینی گیم)
بازی‌های کوچک دیگری نیز وجود دارد، از جمله بیر پونگ، چهار ضلعی و تنیس دیواری.

## استقبال
| ناشر                                           | امتیاز |
| ---------------------------------------------- | ------ |
| Rapid Reviews UK                               | 4.5/5  |
| World of Geek Stuff                            | 4/5    |
| متا                                            | 4.5/5  |
| فیسبوک                                         | 4.7/5  |
| VR Fitness Insider (for its fitness potential) | 7/10   |
| Real or Virtual                                | 7.5/10 |

گیمزرادار+ این بازی را یک «شبیه‌ساز فوق‌العاده واقع‌گرایانه تنیس روی میز» توصیف می‌کند. ایان همیلتون، در نوشته‌ای برای آپلودوی‌آر، این بازی را واقع گرایانه و جذاب توصیف کرد، زیرا در زمان قرنطینه کووید-۱۹ مورد بررسی قرار گرفت. این بازی در فهرست ۴۱ بازی برتر واقعیت مجازی که در حال حاضر بازار است، که توسط سی‌نت در این رده‌بندی قرار گرفته است. بررسی‌ای توسط بازیکنان حرفه‌ای که آن را بازی کرده و سپس نقد کرده‌اند، وجود دارد. بازی توسط آنها تا حدی واقعی توصیف شده که گیم‌پلی آنها با بازی تنیس روی میز در واقعیت مجازی بهبود یافته است. این بازی از دیدگاه تناسب اندام نیز مورد بررسی قرار گرفته است. بررسی‌کننده پس از آزمایش پتانسیل تناسب اندام آن، امتیاز ۷ از ۱۰ را به آن داده است.